# 규제 개혁
규제 개혁(Regulatory reform)은 법률 개혁(Law reform)의 하나로서, 보통 기업 활동과 관련된 경제 규제에 대한 개혁을 말한다.

## OECD
OECD는 각국 정부의 규제 수준을 향상시키기 위해 규제개혁 프로그램을 진행 중이다. 경쟁, 혁신, 성장을 저해하는 각종 규제들을 철폐하는 것을 연구하고, 각국 정부에 권고한다.

## 대한민국
2014년 2월 5일 박근혜 대통령은 경제 활성화를 위한 규제 개혁에 관심을 기울여야 한다고 강조했다. 중소기업과 소상공인이 참여하는 규제개혁 관련 사이트를 총리실에 설치하라고 지시했다.

## 같이 보기
- 법률 개혁
- 세제 개혁
- 박근혜 정부의 규제개혁안